# بني العريج

بني العريج قبيلة عربية صغيرة تتفرع من قبائل كنانة ضمن فرع مضر من قبائل عدنان من بني النبي الحليم إسماعيل ذبيح الله من بيت النبوة آل إبراهيم خليل الرحمن عليهم الصلاة والسلام، ويرجع نسب القبيلة إلى العريج بن بكر بن عبد مناة بن كنانة بن خزيمة بن مدركة بن إلياس بن مضر بن نزار بن معد بن عدنان.
وتجتمع مع نسب الرسول محمد علية أفضل الصلاة والسلام في كنانة بن خزيمة، أخوتها بني الدئل بني ليث بني ضمرة، وكانت تسكن قرب المدينة.
من مشاهيرهم
الصحابي خويلد أبو عقرب بن خالد بن بجير ابن عمرو بن حماس بن عريج بن بكر بن كنانة بن خزيمة العريجي الكناني.

## وصلات خارجية
- قائمة قبائل العرب